# Исовский район
И́совский райо́н — административно-территориальная единица в составе Уральской и Свердловской областей РСФСР, существовавшая в 1933—1955 годах. Административный центр — село Ис.
Исовский район был образован постановлением ВЦИК от 20 июня 1933 г. путём преобразования Нижнетуринского района. В состав района вошли следующие поселковые и сельские советы:

| Поссоветы - Артемовский - Валериановский - Вологинский - Исовский - Косьвинский - Кытлымский - Маломальский - Нижнетуринский | Сельсоветы - Ёлкинский - Именновский - Ново-Туринский - Павдинский - Старо-Лялинский |

В 1948 году в Исовском районе был образован рабочий посёлок Павда. При этом был упразднён Павдинский сельсовет. В 1949 году из Исовского района в административное подчинение городу Нижняя Тура были переданы Елкинский, Именновский и Новозаводской с/с. Одновременно Вологинский и Новотуринский с/с были переданы в Верхотурский район.
В связи с тем, что в 1949 году рабочий посёлок Нижняя Тура был преобразован в город областного подчинения с образованием Нижнетуринского горсовета, а также в связи с другими административно-территориальными преобразованиями, Исовский район лишился значительной части своих подразделений. 5 ноября 1955 г. Исовский район был упразднён, а его территория передана в ведение Нижнетуринского горсовета.
5 ноября 1955 года Исовский район был упразднён, а его территория передана в административное подчинение городу Нижняя Тура.